# 王麗玲
王麗玲是台灣主持人，外號「王媽」。生日是9月17日。在《黃金傳奇》中，王麗玲被曾國城戲稱「王媽麗玲」，王麗玲回敬曾國城為「曾公國城」；年齡上，曾國城稍微年輕。

## 簡介
王麗玲出生臺北市，畢業於臺北市立景美女子高級中學、中國文化大學美術系國畫組。結婚後，32歲考試進入中國電視公司擔任女主持人，1997年因丈夫外遇而離婚，2001年因兒子而移居加拿大溫哥華。2005年9月，與前超級電視台《黃金傳奇》製作人劉平岳再婚。

## 作品

### 電視節目主持
- 中視

- 《歡笑一籮筐》，和李方主持
- 《全能綜藝通》，第三代和徐乃麟、曾國城主持，末代和曾國城主持

- 台視

- 《愛情萬萬歲》
- 《天天樂翻天》
- 《最佳拍檔》(和徐乃麟主持)

- 超級電視台

- 《黃金綜藝》、《男生女生配》、《老公老婆配》
- 《黃金傳奇》，和曾國城主持

- 衛視中文台

- 《搞怪2勢力》，和郝劭文主持

### 廣播
- 加拿大中文電台《週末雙響炮》[4]，和李方主持[13]

### 歌曲
《真宏家族2000Party》的第六軌曲目為〈黃金傳奇〉，演唱者為王麗玲、曾國城以及節目助理金仙子沈佳穎，作詞者為宋少卿，作曲者為黃名偉。

### 著作
- 王麗玲; 李泰明. . 平安文化. 1999-09-30: 128頁 [1999]. ISBN 978-957-803-266-8 （中文）.
- 王麗玲; 李泰明. . 平安文化. 2000-05-29: 112頁 [2000]. ISBN 978-957-803-291-0 （中文）.
- 王麗玲. . 平安文化. 2000-08-28: 160頁 [2000]. ISBN 978-957-803-297-2 （中文）.